# 아시카가 요시즈미

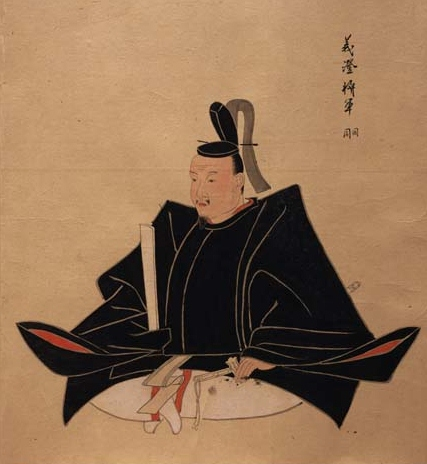
아시카가 요시즈미

아시카가 요시즈미(일본어: 足利義澄, 1481년~1511년)은 무로마치 막부의 제 11대 쇼군(재위:1495년 ~ 1508년)이다.
부친은 제 8대 쇼군 아시카가 요시마사의 이복형인 호리고에 구보 아시카가 마사토모(足利政知)이다. 본래 출가하여 세이코(清晃)라는 법명을 얻고, 환속하여 요시토(義遐), 요시타카(義高), 최종적으로는 요시즈미로 개명하였다. 정실은 히노 도미코(日野富子)의 조카딸인 히노 아코(日野阿子).
메이오 2년(1493년)에 호소카와 마사모토(細川政元)가 제 10대 쇼군 아시카가 요시키(足利義材, 후의 요시타네)를 추방한 메이오 정변으로 제 11대 쇼군으로 옹립되었다. 그러나, 에이쇼 5년(1508년)에 스오의 유력 슈고 다이묘 오우치 요시오키(大内義興)가 전임 쇼군 요시타네를 옹립하여 군을 이끌고 상락하자, 쇼군 직을 빼앗기고 오미로 망명하여 복위되지 못한 채로 사망하였다.

## 생애
분메이 12년(1481년) 12월 15일, 호리고에 구보 아시카가 마사토모의 자식으로 태어났다.
당시, 마사모토의 적남으로 이복형인 아시카가 자차마루(足利茶々丸)가 호리고에 구보 후계자로 지명되어 있었기 때문에, 분메이 17년(1486년) 1월, 숙부 요시마사의 뜻으로 덴류지(天竜寺) 가겐인(香厳院)의 후계자로 지명되었고, 분메이 19년(1487년)에 상락하여 가겐인을 계승, 세이코라는 법명을 얻고 출가하였다. 제 9대 쇼군이자 요시마사의 아들인 아시카가 요시히사(足利義尚)가 사망하고 연이어 요시마사도 사망하여 무로마치 막부의 수장인 지위가 공석이 되자 세이코도 후계자 후보로 거론되었으나, 이 때는 요시마사의 미망인 히노 도미코의 지지를 받은 아시카가 요시미(足利義視)의 아들 아시카가 요시키가 신임 쇼군으로 취임하게 되었다. 엔토쿠 2년(1490년), 도미코는 세이코에게 자신과 전임 쇼군 요시히사가 살던 고카와 저택(小川殿)을 물려주려고 하였는데, 쇼군 요시키의 부친 요시미가 이를 세이코를 쇼군으로 즉위시키려는 준비로 오해하고 고카와 저택을 파괴해버렸다. 이를 계기로 요시키와 도미코의 관계가 악화되기 시작하였다.
그 뒤, 메이오 2년(1493년)에 간레이 호소카와 마사모토와 히노 도미코, 이세 사다무네(伊勢貞宗) 메이오 정변을 일으켜 제 10대 쇼군 요시키를 추방하고 요시즈미를 쇼군으로 옹립하였다. 요시즈미는 숙부 요시마사의 양자로서 제 11대 쇼군으로 취임하였다. 그러나, 실권은 마사모토와 도미코, 사다무네의 손아귀에 있었다.
그런데, 도미코가 사망한 뒤 성장한 요시즈미는 스스로 정무를 보려고 하여 마사모토와 대립, 분키 2년(1502년) 2월에 마사모토가 간레이직 사임 의사를 밝히고 단바국으로 낙향하자 요시즈미는 이를 만류하였으나 듣지 않았다. 그러자, 같은 해 8월에 도리어 요시즈미가 교토 이와쿠라(岩倉)의 긴류지(金龍寺)에 틀어박혔다. 호소카와 마사모토와 이세 사다무네가 자신의 복귀를 탄원하자 요시즈미는 측근 다케다 모토노부(武田元信)의 소반슈(相伴衆) 등용과 교토에 머무르고 있던 요시키의 이복동생 기추(義忠)의 처형을 요구하고 이를 인정받았다.
그러나, 기추의 살해로 마사모토는 요시즈미를 대신할 쇼군 후보를 잃어버리게 되어 요시즈미를 폐위할 수 없게 되어, 이후 당분간 요시즈미와 마사모토는 정치적으로 대립하면서도 협력관계를 유지하였다. 또한, 에이쇼 원년(1504년)에 호소카와 마사모토가 가신 셋쓰국 슈고다이 야쿠시지 모토카즈(薬師寺元一)를 경질하려고 했을 때, 요시즈미가 마사모토에게 해임 중지를 명했다.
에이쇼 4년(1507년)에 호소카와 마사모토가 암살되고 호소카와 가문(細川氏) 본가의 가독을 둘러싼 내분이 발생하자(에이쇼의 착란), 그 이듬해 4월 전임 쇼군 요시키를 옹립한 오우치 요시오키가 군을 이끌고 상락하자 요시즈미는 롯카쿠 다카요리(六角高頼)를 의지하여 오미로 달아났다. 그해 7월, 요시즈미는 쇼군 직에서 폐위되고, 요시키가 요시타네로 개명하고 쇼군으로 복위되었다.
그 후, 요시즈미는 세력을 되찾고자 호소카와 스미모토(細川澄元])와 미요시 유키나가(三好之長)·미요시 나가히데(三好長秀) 부자에게 교토로 침공을 명하였으나, 호소카와 다카쿠니(細川高国)와 오우치 요시오키의 연합군에 패퇴하였다. 또한, 요시타네의 암살도 꾀하였으나 이도 실패하였다. 에이쇼 7년(1510년)에는 요시타네의 명을 받은 다카쿠니·요시오키가 요시즈미가 머물고 있는 오미로 침공해오자, 요시즈미는 오미 고쿠진을 규합하여 승리를 거두었다. 나아가 요시즈미는 분고의 오우치 지카하루(大友親治)와 하리마의 아카마쓰 요시무라(赤松義村) 등에게 원조를 요청하는 밀서를 보내는 등 쇼군직 복위를 위하여 분투하였다.
그러나, 에이쇼 8년 8월 14일(1511년 9월 6일), 요시즈미는 요시타네·다카쿠니·요시오키와의 결전(후네오카야마 전투(船岡山の戦い)) 직후에 오미에서 병사하였다. 향년 32세.

## 요시즈미의헨키(偏諱)를 받은 사람
- 요시타카(義高) 시대
  - 아시카가 다카모토(足利高基)
  - 야나다 다카스케(簗田高助)
  - 오먀아 다카토모(小山高朝)
  - 호소카와 다카쿠니(細川高国)
  - 롯카쿠 다카요리(六角高頼)
  - 교고쿠 다카키요(京極高清)
  - 하타케야마 다카마사(畠山高政)
  - 니키 다카나가(仁木高長)
  - 오다치 다카노부(大館高信)
  - 호소카와 다카히사(細川高久)
  - 난부 다카노부(南部高信)
  - 오사키 다카카네(大崎高兼)
- 요시즈미(義澄) 시대
  - 호소카와 스미모토(細川澄元)
  - 호소카와 스미유키(細川澄之)
  - 호소카와 스미카타(細川澄賢)
  - 야마나 스미유키(山名澄之)

| 전임 아시카가 요시키 | 제11대 무로마치 막부 쇼군 1428년 ~ 1441년 | 후임 아시카가 요시타네 |